# Православное епископское собрание Бельгии, Нидерландов и Люксембурга
Православное епископское собрание Бельгии, Нидерландов и Люксембурга (фр. Conférence épiscopale orthodoxe du Bénélux сокращённо CEOB) — координационный орган православных епископов, представляющий Православную Церковь во Бельгии, Нидерландах и Люксембурге.
В странах Бенилюкс совершают служение двенадцать православных епископов. С сентября 2018 года Московский патриархат в одностороннем порядке прекратил своё участие в епископском собрании.

## Участники
- митрополит Бельгийский Афинагор (Пекстадт) (Константинопольский Патриархат) — председатель;
- архиепископ Брюссельский и Бельгийский Симон (Ишунин) (РПЦ) — заместитель председателя;
- архиепископ Гаагский и Нидерландский Елисей (Ганаба) (РПЦ);
- митрополит Дубнинский Иоанн (Реннето) (Архиепископия западноевропейских приходов русской традиции, РПЦ);
- епископ Французский и Западноевропейский Лука (Ковачевич) (Сербский Патриархат);
- митрополит Западно- и Южно-Европейский Иосиф (Поп) (Румынский Патриархат) — казначей;
- епископ Лондонский и Западно-Европейский Ириней (Стинберг) (РПЦЗ, РПЦ);
- митрополит Западноевропейский Авраам (Гармелия) (Грузинская православная церковь);
- епископ Евменийский Максим (Мастихис) (Бельгийская епархия Константинопольского Патриархата);

## История
Православная епископская конференция стран Бенилюкса была создана в соответствии с решением, принятым на IV Всеправославном предсоборном совещании в Шамбези (Швейцария) в июне 2009 года.
23 июня 2010 года в Брюсселе состоялось первое учредительное собрание конференции.
4 апреля 2011 года в Брюсселе прошло второе собрание.
26 января 2012 года в столице Бельгии состоялось третье заседание в ходе которого обсуждались вопросы, связанные с развивающимся процессом официального признания Православия в Нидерландах. Участники встречи поддержали предложение архиепископа Брюссельского и Бельгийского Симона о начале общей работы в рамках литургической комиссии над изданием житий святых неразделенной церкви, подвизавшихся на территории современного Бенилюкса.

## Комиссии
С целью объединения пастырских усилий различных церковных юрисдикций и более зримого свидетельства перед внешним миром, участники встречи приняли решение о создании ряда комиссий.
- пастырско-попечительская,
- молодёжная,
- издательско-богослужебная,
- информационная,
- по межхристианскому и межрелигиозному диалогу